# Piškorevci
Piškorevci su naselje u sastavu grada Đakova, Osječko-baranjska županija, Republika Hrvatska.

## Povijest
Područje Piškorevaca naseljeno je još u predtursko doba, vjerojatno u 13.stoljeću u vrijeme kada je u ovom kraju omogućen opstanak stanovništva i njegov privredni život. Stanovnici su živjeli na povišenim mjestima ovog prostora, na svojim kućištima rasutim na cijelom prostoru seoskog atara. Bavili su se poljoprivredom i stočarstvom, obrađivali svoju i obaveznu vlastelinovu zemlju. Zbog niskog plavljenog terena i manjih površina za obradu, stanovnici su se više bavili stočarstvom, ribarstvom i pčelarstvom, a manje ratarstvom. Ovakvo područje s puno plitkih, muljevitih bara pogodovalo je ribama, osobito piškorima (kasnije je u Slavoniji za tu ribu prevladalo ime čikov) kojima su odgovarale muljevite vode. Po piškorima, vjerojatno u predtursko doba, selo je dobilo i svoje današnje ime – Piškorevci. Sve ove bare postojale su do prokopavanja Kaznice (1905-1906) godine, a neke su se zadržale i kasnije sve do 1940-1950 godine. Najveća bara Piškorevo, nalazila se ispod okućnica sjeverno od Novoperkovačke ulice, dok je na kraju ulice za Đakovo bila bara Medenica i Berava, a s desne strane Bile šljive i Medvešcica. U ulici za Budrovce, bila je s lijeve strane bara Šamtakovica, a s desne strane Mrsulja. Tijekom vremena, poslije prekopavanja kanala Kaznica i komasacije, te nove premjere zemljišta atara 1907-1921, i kopanja manjih kanala za odvod voda, a naručito prekopavanjem velikog lateralnog kanala oko 1950 godine od šume Mačkovac, ispod Gornjeg Polja i Novih Perkovaca do atara Stari Perkovci, nestale su bare i vodoplavni tereni ovog područja. S isušivanjem zemljišta gotovo su nestale i ribe piškori koji su lovljeni sve do 1930-ih. 

## Stanovništvo
Podrobnije podatke o stanovnicima Piškorevaca i njihovoj imovini imamo u zapisu komisije, imenovane od Austrijskog carskog dvora 1702. godine radi obaveze stanovnika novim vlasnicima. Tada je biskupija Đakovo ponovno dobila imanje oduzeto za turske vlasti, a time i Piškorevce.  Carska komisija te 1702. godine navodi kako je selo tada imalo 27 domaćinstava ili selišta. Ako se pretpostavi da je svako domaćinstvo ili selište imalo najmanje 10 članova, tada je selo imalo najmanje 270 stanovnika, što je za ondašnje prilike veliko naselje.   Izvještaj ne spominje broj obitelji nego domaćinstava i kućedomaćina i navodi: Ivan Anđelić, Miho Anđelić, Pavo Balobanić (Balabanić), Luka Benaković, Marko Bošnjak (Bošnjaković), Antun Brlošić, Brita Grabovac, Bartol Matokić, Pavo Matokić, Petar Miholić (Mihalić), Filip Mikić, Bartol Milašović (Milošević), Martin Malašović (Milošević), Bartol Kasidio, Martin Kovač (Kovačević), Martin Pejakov (Pejaković), Grgo Pristojak, Božo Starc (Starčević), Blaž Stošić, Petar Svalinović (Slavnović), Marijan Tomić, Ivan Vargić (Vorgić), Josip Varzić, Ivan Vidaković, Marijan Vrtarić, Karlo Tomić, Blaž Vrtarić i Martin Vrtarić. Svi stanovnici su bili Slovinci (Hrvati) i katolici, a to su bili i za turske vladavine. Svako domaćinstvo oko svog selišta imalo je oko 6 ondašnjih jutara vlastitog zemljišta s oranicama, livadama, vrtovima i voćnjacima,  te oko 200 jutara šume za zajedničko korištenje. Tip današnjeg sela i njegova izgradnja nastala je odlukom vlastelinstva oko 1750-1760 godine, po uzoru na sela u Vojnoj krajini, vjerojatno poslije osnivanja župe i gradnje crkve u Piškorevcima 1758. godine.  Prilikom ušoravanja sela vlastelinstvo je dalo svakom domaćinstvu okućnicu u blizini crkve na povišenom, neplavljenom terenu i uz to građu za stambene i gospodarske zgrade. Svako domaćinstvo je moralo svoje dobiveno zemljište raščistiti od grmlja i trske, te ga omogućiti za korištenje. Tokom 18. i prve polovice 19. stoljeća neke obitelji u selu zbog brojnosti i viška radne snage, dozvolom vlastelinstva, podijeljene su u manje obiteljske kućne zadruge i osnovali nove domove na novim nepoplavljivim mjestima.  U 1856. godini, nakon tada sačuvane premjere zemljišta, u selu je bilo 105 domaćinstava, od toga je bilo 96 domaćinstava zemljoradnika, podanika vlastelinstva, dok su se ostala domaćinstva bavila trgovinom, obrtom i drugim zanimanjima. Stranci su se u selo počeli doseljavati poslije 1870. godine i to najviše iz Bačke, a nešto manje iz drugih dijelova Austro-ugarske, i pretežno su se bavili zemljoradnjom.  Najviše doseljenika po narodnosti bilo je Rusina, zatim Slovaka, Nijemaca, Čeha i Mađara. Po imenu njemačkih porodica: Brandt, Bauer, Burger, Bretreger, Šefer, Baugertner, Cimerman, Herman, Merkel, Gol, Propst, Štrumberger...okvirno 22 obitelji, od mađarskih porodica: Mokuš, Pazaver, Belir, Kovač, Majer, Garaj, Pastor, Mezej. Od slovačkih obitelji: Bzdilik, Turjak, Privara, Trebmoš, Hanulak, Konjuh. Od čeških porodica: Marek, Kiselka, Car, Svitek, Voska. Od rusinskih obitelji: Arvaj, Dorokazi, Emedi, Erdelinski, Mezeji, Hatvarger, Hardi, Hromiš, Homa, Herbut, Kolbas, Kirda, Kočiš, Mather, Pap, Plančak, Panković, Papuga, Ramač, Segedi, Roman, Sivč, Šovš, Tot, Turinski, Žipovski...okvirno 43 porodice.
U ovom prikazu dajemo popis obitelji doseljenika koje su u Piškorevcima živjele 1940. godine. Nakon nje nije bilo većih dolazaka do Domovinskoga rata i rata u Bosni i Hercegovini, kada su se doselili Hrvati iz Bosanske Posavine.
Po statističkim podacima iz 1856. godine bilo je 103 domaćinstva, 1870. godine 140 domaćinstava i 1085 stanovnika, a dolaskom stranaca 1890. godine 224 kuće za stanovanje i 1182 stanovnika. Po vjeri je 1114 rimokatolika, 57 grkokatolika, 4 pravoslavca i 7 Židova. U 1902. godini bilo je 235 domaćinstava, a 1931. godine u selu je 376 kuća s 1514 stanovnika, dok 1971. ima 470 kuća s 2021 stanovnikom.
Tokom sljedećeg desetljeća 1981. bilo je 1776 stanovnika a 1991. bilo je 1805 stanovnika. Posljednji popis stanovništva obavljen je 2001. godine i kazuje da u Piškorevcima živi 1944 stanovnika u približno 500 kućanstava.
| broj stanovnika | 1090  | 1085  | 856   | 953   | 1182  | 1401  | 1488  | 1514  | 1726  | 1722  | 1984  | 2020  | 1776  | 1805  | 2019  | 1907  | 1434  |
|                 | 1857. | 1869. | 1880. | 1890. | 1900. | 1910. | 1921. | 1931. | 1948. | 1953. | 1961. | 1971. | 1981. | 1991. | 2001. | 2011. | 2021. |

## Kultura
- KUD Zora
- Piškorevački sokaci

## Obrazovanje
- Osnovna škola "Matija Gubec"
- Dječji vrtić Đakovo, vrtićka kuća Piškorevci

## Šport
- ŠNK Ratar Piškorevci